# 악타이오스

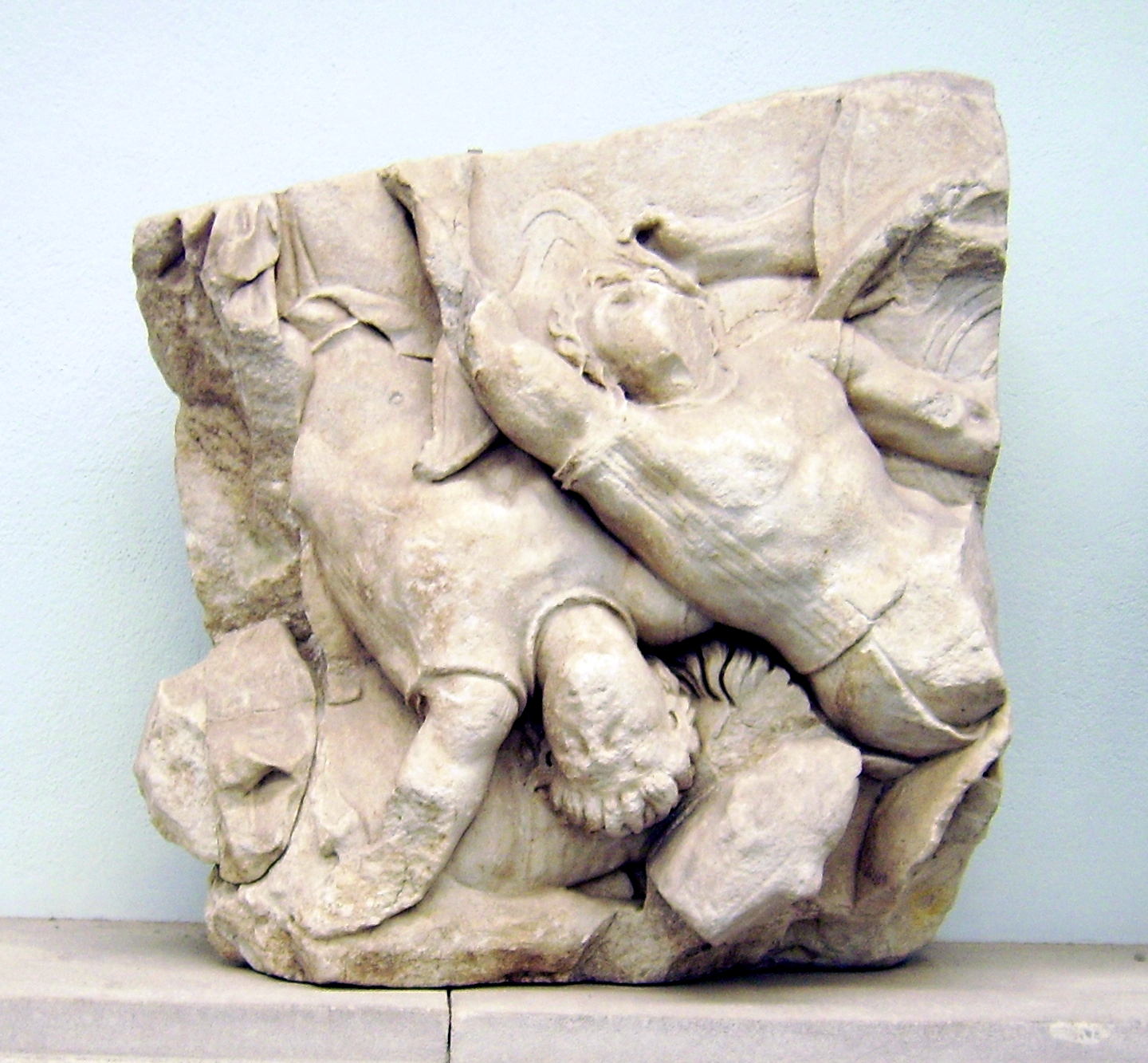

악타이오스(그리스어: Ἀκταῖος)는 고대 그리스 신화에서 아티카(아테네의 전신)의 왕이다. 아티카라는 지명은 그의 이름에서 유래되었다 한다.

## 생애
전임 통치자 알랄코메네우스가 후계자가 없이 죽자 아티케의 왕이 되었다. 아들은 에리식톤인데 자녀가 없이 죽었다. 맏딸  아글라우로스 1세를 이집트 사이스 지방 영주의 둘째 아들 케크롭스 1세에게 출가시켰다. 악타이오스에게는 그의 후계를 이을 아들이 없었기 때문에 맏사위 케크롭스 1세가 그의 뒤를 이었다.
아티케라는 지방의 이름은 악타이오스의 이름에서 유래했다고 전해진다.

## 같이 보기
- 아테나
- 케크롭스 1세
- 아글라우로스 1세
- 아글라우로스 2세

| 전임 초대 | 제1대 아테네의 왕 | 후임 케크롭스 1세 |